# مفجر فاس (بكيل المير)

تعديل مصدري - تعديل

مفجر فاس هي إحدى قرى عزلة فاس بمديرية بكيل المير التابعة لمحافظة حجة، بلغ تعداد سكانها 94 نسمة حسب تعداد اليمن لعام 2004.